# Popis hrvatskih veleposlanika u Japanu
Republika Hrvatska i Japan održavaju diplomatske odnose od 5. ožujka 1993. Sjedište veleposlanstva je u Tokiju.

## Veleposlanici
Veleposlanstvo Republike Hrvatske u Japanu osnovano je odlukom predsjednika Republike od 26. svibnja 1993.
| Veleposlanik      | Postavljenje       | Opoziv              | Sjedište |
| ----------------- | ------------------ | ------------------- | -------- |
| Midhat Arslanagić | 17. srpnja 1993.   | 31. srpnja 1994.    | Tokio    |
| Anđelko Šimić     | 13. lipnja 1995.   | 1. listopada 1997.  | Tokio    |
| Davorin Mlakar    | 4. ožujka 1998.    | 31. listopada 2000. | Tokio    |
| Drago Buvač       | 31. siječnja 2001. | 31. listopada 2005. | Tokio    |
| Drago Štambuk     | 1. studenoga 2005. | 31. prosinca 2010.  | Tokio    |
| Mira Martinec     | 14. veljače 2011.  | 31. listopada 2015. | Tokio    |
| Dražen Hrastić    | 1. studenoga 2015. |                     | Tokio    |

## Vanjske poveznice
- Japan na stranici MVEP-a